# Alfredo Ceschiatti
Alfredo Ceschiatti (Belo Horizonte, 1 de setembro de 1918 — Rio de Janeiro, 25 de agosto de 1989) foi um escultor, desenhista e professor brasileiro.

## Biografia

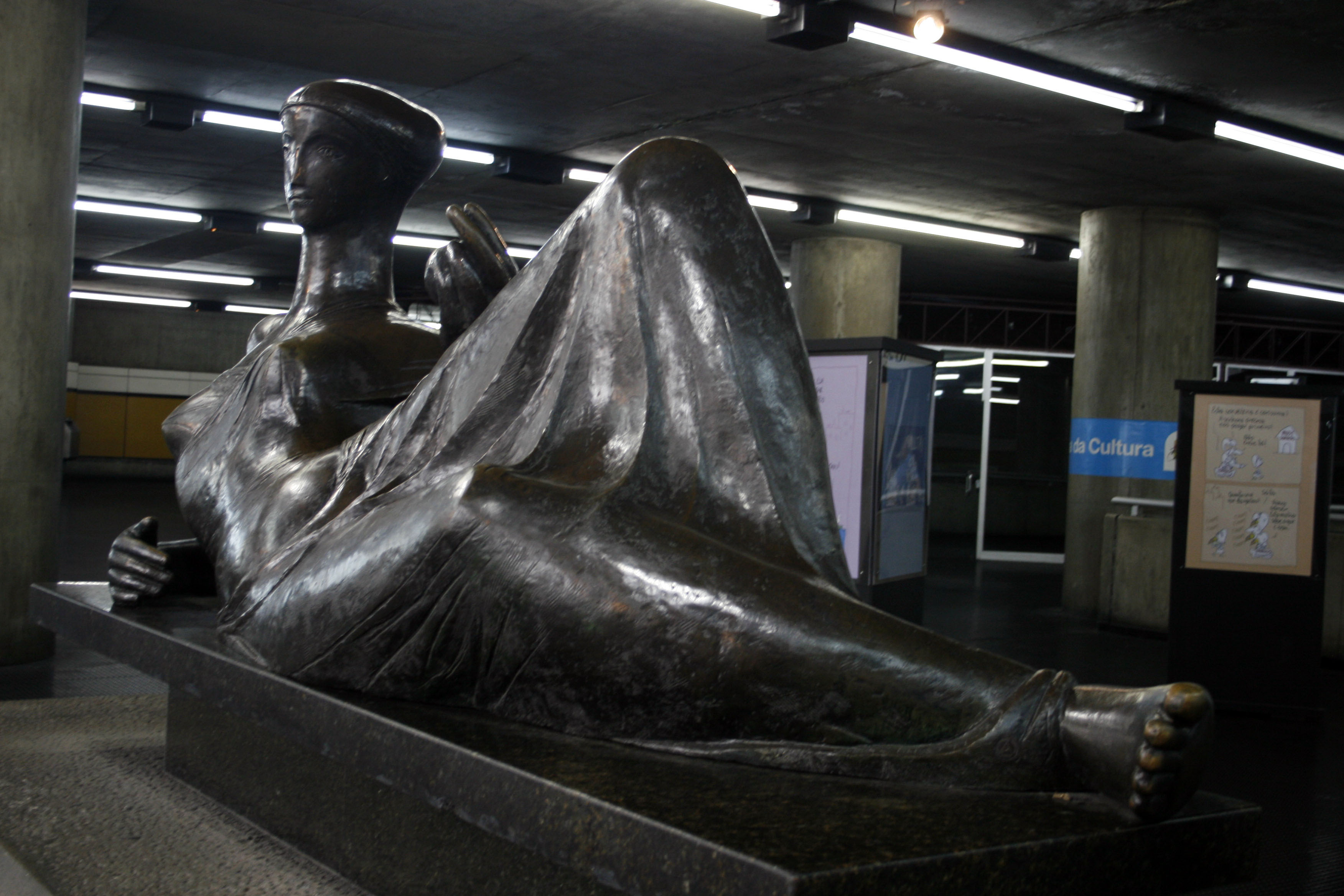
Sem Título (1978), escultura exposta na Estação Sé

Filho de pais italianos e neto de gregos, foi à Itália em 1937, beneficiado pelo governo italiano em promover viagens de filhos de imigrantes ao país. De volta ao Brasil, fixou-se na cidade do Rio de Janeiro onde estudou na Escola Nacional de Belas Artes. Foi premiado no Salão Nacional de Belas Artes, em 1945, pelo baixo-relevo do batistério da Igreja de São Francisco de Assis, em Belo Horizonte. Conheceu Oscar Niemeyer, que lhe encomendou uma escultura para o Conjunto Arquitetônico da Pampulha, em Belo Horizonte. Ceschiatti criou O Abraço, obra de duas mulheres abraçadas. Considerada imoral pelos mineiros, ficou guardada muitos anos até ser finalmente exposta em um jardim da Pampulha. A escultura Duas Amigas foi feita para o Salão Nobre (jardim superior) do Palácio Itamaraty com orientações do embaixador Wladimir Murtinho, que atuava como curador-chefe no projeto de ambientação do Palácio. O gosto do artista pela figura feminina está presente em várias de suas obras.
Em 1960 esculpiu, em granito, As Três Forças Armadas, um dos temas no Monumento Nacional aos Mortos da Segunda Guerra Mundial, no Rio de Janeiro. Possui obras em diversos museus brasileiros.
Em nova parceria com Niemeyer, tornou-se o principal escultor da nova capital do País em Brasília, entre elas:
- As Iaras, em bronze, no espelho d'água do Palácio da Alvorada;
- Leda e o Cisne, em bronze, no pátio interno do Palácio do Jaburu;
- A Justiça, em granito, em frente ao prédio do Supremo Tribunal Federal;
- Os Anjos e Os Evangelistas, na Catedral Metropolitana de Brasília;
- As gêmeas, em bronze, na cobertura do Palácio Itamaraty;
- Anjo, em bronze dourado na Câmara dos Deputados do Brasil;
- A Contorcionista, no foyer da Sala Villa-Lobos do Teatro Nacional Cláudio Santoro;
- Deusa Athena, no saguão da Biblioteca Central da Universidade de Brasília;
- Nossa Senhora da Piedade sustentando o Cristo morto, na área fronteira à Basílica da Padroeira de Minas Gerais, em Caeté.

Na nova Capital Federal, fez parte da Comissão Nacional de Belas Artes e foi professor de escultura e desenho na Universidade de Brasília. Demitiu-se depois, em solidariedade aos colegas perseguidos por motivos políticos. Queixou-se, décadas depois, da forma pela qual Brasília tratava suas obras.